# Taberno
Taberno es un municipio y localidad española de la provincia de Almería, en la comunidad autónoma de Andalucía. El término municipal, ubicado en la comarca del Valle del Almanzora, tiene una población de 962 habitantes (INE 2024).

## Toponimia
La propia administración local sostiene que el nombre de Taberno deriva de taberna, basándose en la existencia de una venta en el lugar que, con el paso del tiempo, devino en un pueblo. La transformación de la palabra de femenina en masculina es frecuente en la provincia cuando el objeto descrito es de pequeño tamaño.

## Geografía
El municipio está situado en la parte nororiental de la comarca del Valle del Almanzora, en la provincia de Almería. Limita con los municipios de Albox, Arboleas, Zurgena, Huércal-Overa y Vélez-Rubio.Se encuentra situado a 122 km de la capital provincial, a 127 km de Murcia y a 181 km de Granada. El término municipal está atravesado por la carretera AL-7101, que conecta las localidades de Albox y Huércal-Overa por Taberno.
| Noroeste: Albox y Vélez-Rubio | Norte: Vélez-Rubio | Nordeste: Vélez-Rubio             |
| Oeste: Albox                  |                    | Este: Vélez-Rubio y Huércal-Overa |
| Suroeste: Albox               | Sur: Arboleas      | Sureste: Zurgena                  |

| Relación de núcleos y km a la cabeza del municipio |                                 |           |           |
| Núcleo                                             | Coordenadas                     | Población | Distancia |
| Taberno                                            | 37°46′N 2°07′O / 37.767, -2.117 | 559       | 0         |
| Santopétar                                         | 37°45′N 2°03′O / 37.750, -2.050 | 109       | 5,1       |
| Los Llanos                                         | 37°47′N 2°04′O / 37.783, -2.067 | 113       | 6,9       |
| Los Pardos                                         | 37°50′N 2°06′O / 37.833, -2.100 | 50        | 6,3       |
| Los Teones                                         | 37°27′N 2°04′O / 37.450, -2.067 | 14        | 8'8       |
| Los Carrillos                                      | 37°47′N 2°08′O / 37.783, -2.133 | 25        | 0,6       |
| El Aceituno                                        | 37°50′N 2°08′O / 37.833, -2.133 | 14        | 6,3       |
| Rambla de Taberno                                  | 37°27′N 2°16′O / 37.450, -2.267 | 6         |           |
| Municipio                                          |                                 | 974       |           |
| Fuente: INE, 2020                                  |                                 |           |           |

### Riesgos naturales
El municipio de Taberno cuenta con un PTEL que cumple con la Ley 5/2010 sobre autonomía local.

## Historia
Hacia mediados del siglo XIX, el lugar tenía contabilizadas 213 casas, además de otras 83 diseminadas por el resto del término. Aparece descrito en el decimocuarto volumen del Diccionario geográfico-estadístico-histórico de España y sus posesiones de Ultramar de Pascual Madoz de la siguiente manera:

TABERNO: l. con ayunt. en la prov. y dióc. de Almería (16 leg.), part. jud. de Velez-Rubio (4), aud. terr. y c. g. de Granada (25). sit. casi en el centro del recuesto de un montecito llamado Madroño, que es un estribo de la sierra de las Estancias, coronando una porcion de barrancos causados por el descarnamiento que los aluviones han hecho en él: todo el terreno es sumamente quebrado y combatido estraordinariamente por los vientos del O.; su clima es muy sano. Tiene 213 casas formando cuerpo de pobl. y 83 diseminadas por el térm.; la de ayunt., y una ermita (San José) erigida en ayuda de parr. de Velez-Rubio, en 1769 servida por un teniente. El vecindario forma parte de las felig. de Velez y Albox. Una fuente de buenas y abundantes aguas proporciona á los vec. la necesaria para su consumo doméstico. Confina N. y E. Velez-Rubio; S. Albox, Arboleas, Zugena y Huercal Obera á 1 1/2 leg. de dist. el que mas. En el térm. se encuentran 83 cas. El terreno es todo quebrado y montuoso, hallándose puesta en cultivo toda la tierra susceptible: la mejor es la que se llama Atochadas, en las lomas ó montes, y las cañadas que reciben las aguas turbias de los barrancos. Los caminos son locales. La correspondencia se recibe de Velez-rubio. prod.: granos, aceite, patatas, alguna legumbre y pastos para el ganado que cria. ind.: dos fáb. de jabon, 3 molinos harineros que solo trabajan á temporadas, y uno de aceite. En cuanto á la pobl. y riqueza imp. (V. el cuadro sinóptico del part).
(Madoz, 1849, p. 543)

## Naturaleza

### Fauna y flora
Flora
En el municipio destaca la presencia de la albaida, el Arto o el Salao negro. También aparecen manchas de pinos en algunos cerros junto a chaparros en zonas donde abunda el espliego.

## Organización territorial
El municipio tabernero comprende los núcleos de población de Taberno —capital municipal—, Santopétar, Los Llanos, Los Pardos, Los Carrillos, El Aceituno, Los Teones y Rambla de Taberno.

## Demografía
Cuenta con una población de 962 habitantes (INE 2024).
| Gráfica de evolución demográfica de Taberno entre 1857 y 2021 |
| |
| Población de derecho según los censos de población del INE. Población de hecho según los censos de población del INE.Entre el censo de 1857 y el anterior, aparece este municipio porque se segrega del municipio 04099 (Vélez-Rubio). |

Según el Instituto Nacional de Estadística de España, en el año 2020 Taberno contaba con 974 habitantes censados, que se distribuyen de la siguiente manera:
| Unidad poblacional | Hab. |
| ------------------ | ---- |
| Taberno            | 587  |
| Santopétar         | 165  |
| Los Llanos         | 113  |
| Los Pardos         | 50   |
| Los Carrillos      | 25   |
| El Aceituno        | 14   |
| Los Teones         | 14   |
| Rambla de Taberno  | 6    |
| TOTAL              | 974  |

Distribución de la población según su nacionalidad.
| Nacionalidad | Hombres | Mujeres | Total | %      | Proporción |
| ------------ | ------- | ------- | ----- | ------ | ---------- |
| Española     | 390     | 392     | 792   | 79.4 % |            |
| Extranjera   | 205     | 102     | 103   | 20.6 % |            |

## Urbanismo
Arquitectura
Taberno está caracterizado por tener calles estrechas y empinadas al estar situado sobre el cerro del Madroñal. Las casas suelen ser de una o dos plantas, pintadas de blanco. Las casas disponen de tejados de tejas a una o dos aguas. Algunas de ellas disponen de balcones de forja.
Principales calles y plazas

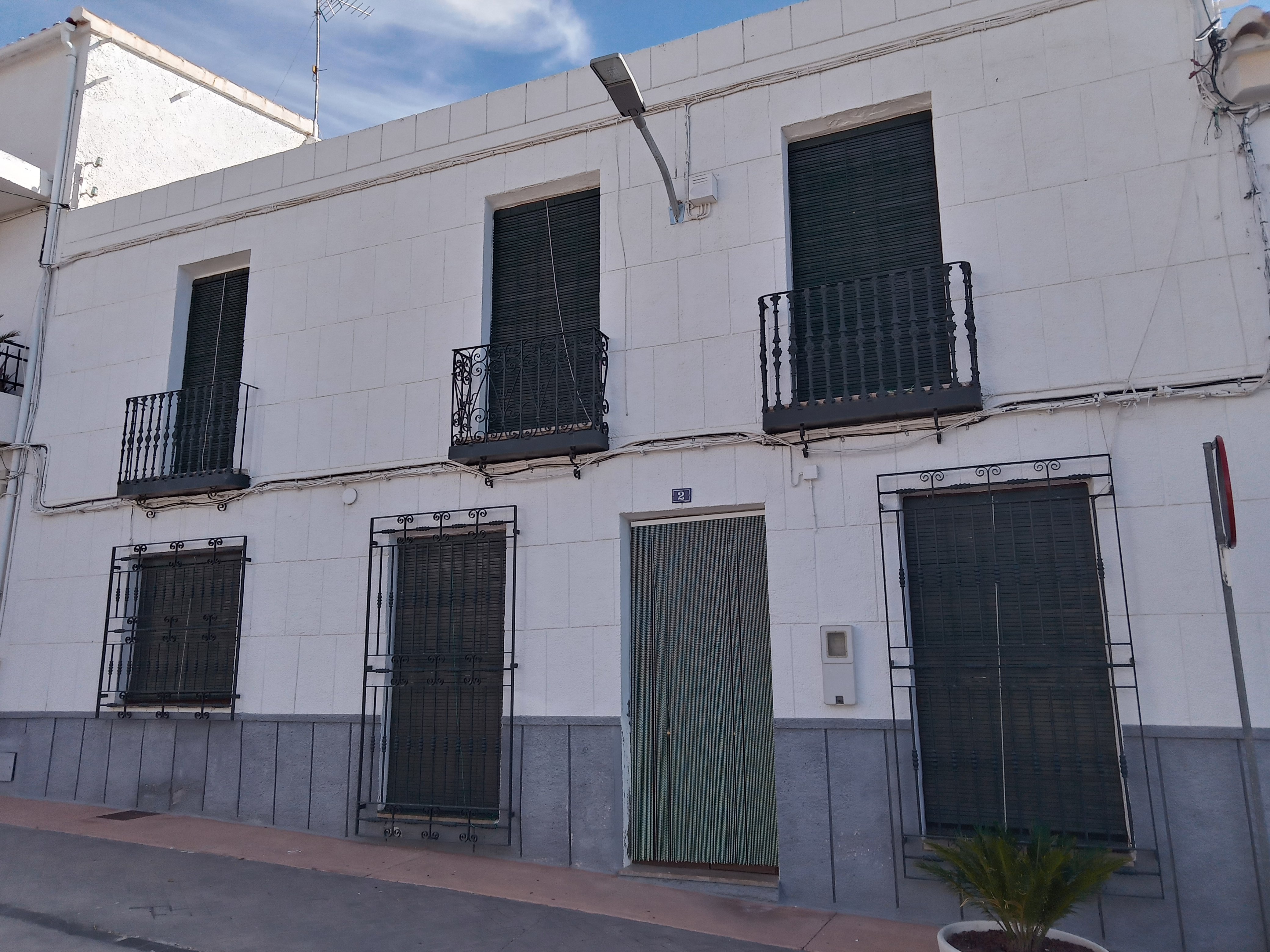
Casino de Taberno

La plaza principal es la plaza Mayor, remodelada en el año 2007; en ella se ubica el antiguo Casino. La plaza ha sido epicentro de las manifestaciones sociales, culturales y deportivas del municipio. En la misma se encuentra un mojón de 1916, donde salía el camino de herradura que conectaba el pueblo con Albox.

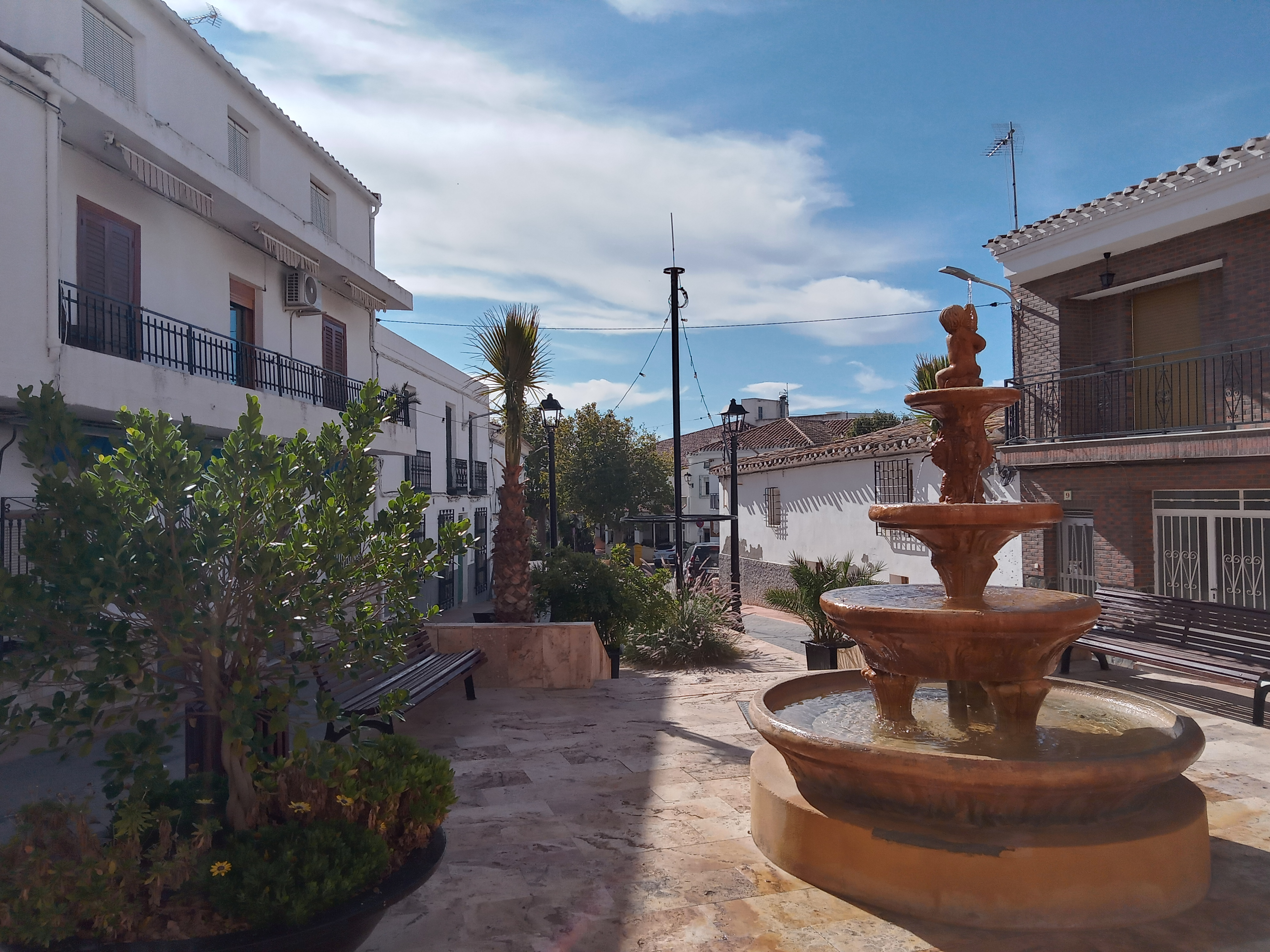
Plaza Mayor

## Economía

### Evolución de la deuda viva municipal
| Gráfica de evolución de deuda viva del Ayuntamiento de Taberno entre 2008 y 2019                                |
| |
| Deuda viva del Ayuntamiento de Taberno en miles de euros según datos del Ministerio de Hacienda y Ad. Públicas. |

## Símbolos
Taberno cuenta con un escudo y bandera adoptados de manera oficial el 6 de julio de 1987 y el 9 de febrero de 2012 respectivamente.
Escudo
Su descripción heráldica es la siguiente:

Escudo cortado. Primero, de azur (azul), sol radiante de oro (amarillo). Segundo, de plata (blanco), almendro de sinople (verde), frutado de lo mismo. Al timbre, corona real cerrada.

Bandera

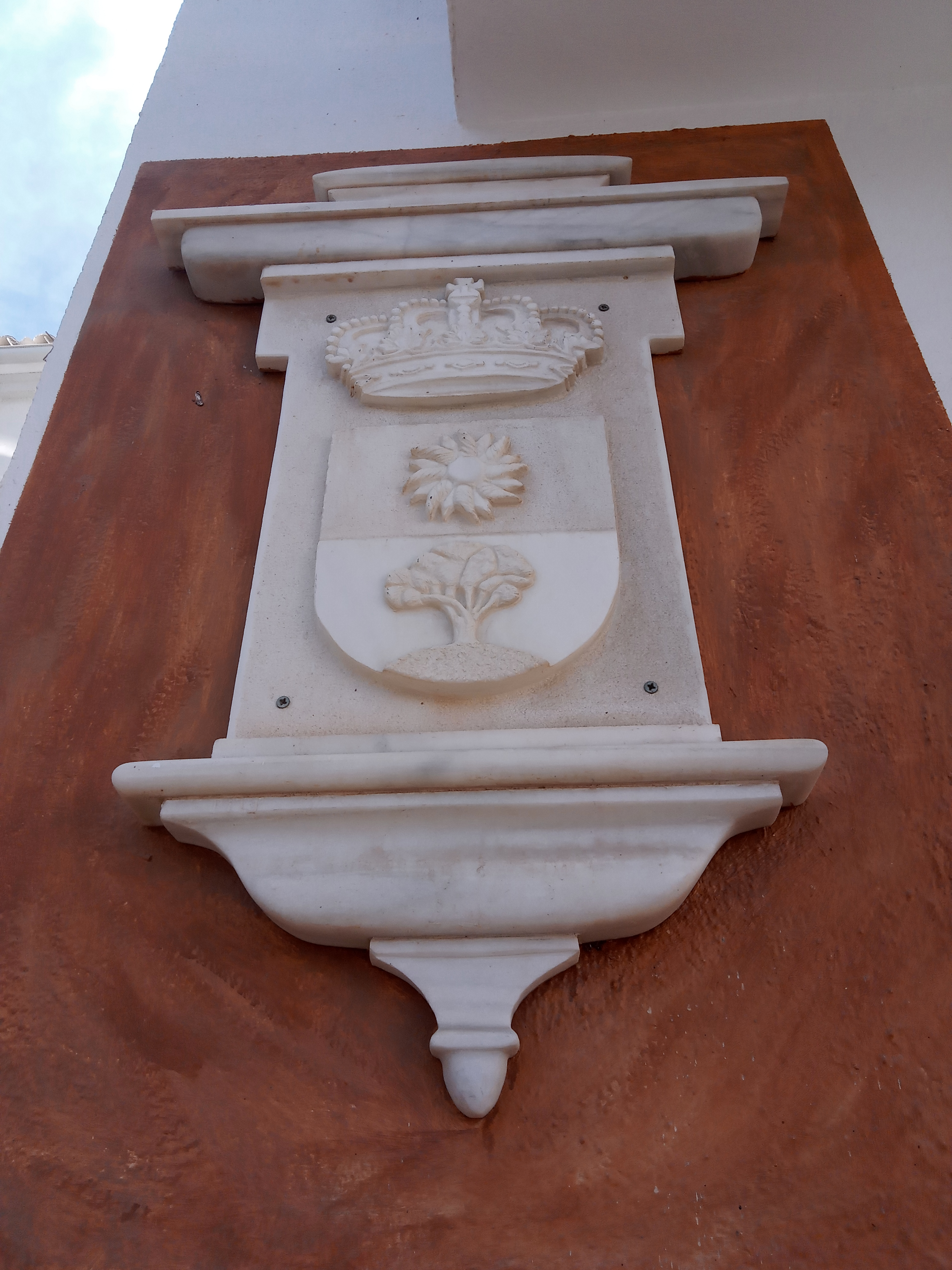
Escudo en mármol

La enseña del municipio tiene la siguiente descripción:

Paño de proporciones 2/3. Tercio al asta encajado y ondeado de color blanco con un almendro en el cantón superior al asta, el batiente de color verde con el escudo en el cantón inferior del mismo.

## Política
Los resultados en Taberno de las últimas elecciones municipales, celebradas en mayo de 2023, son:

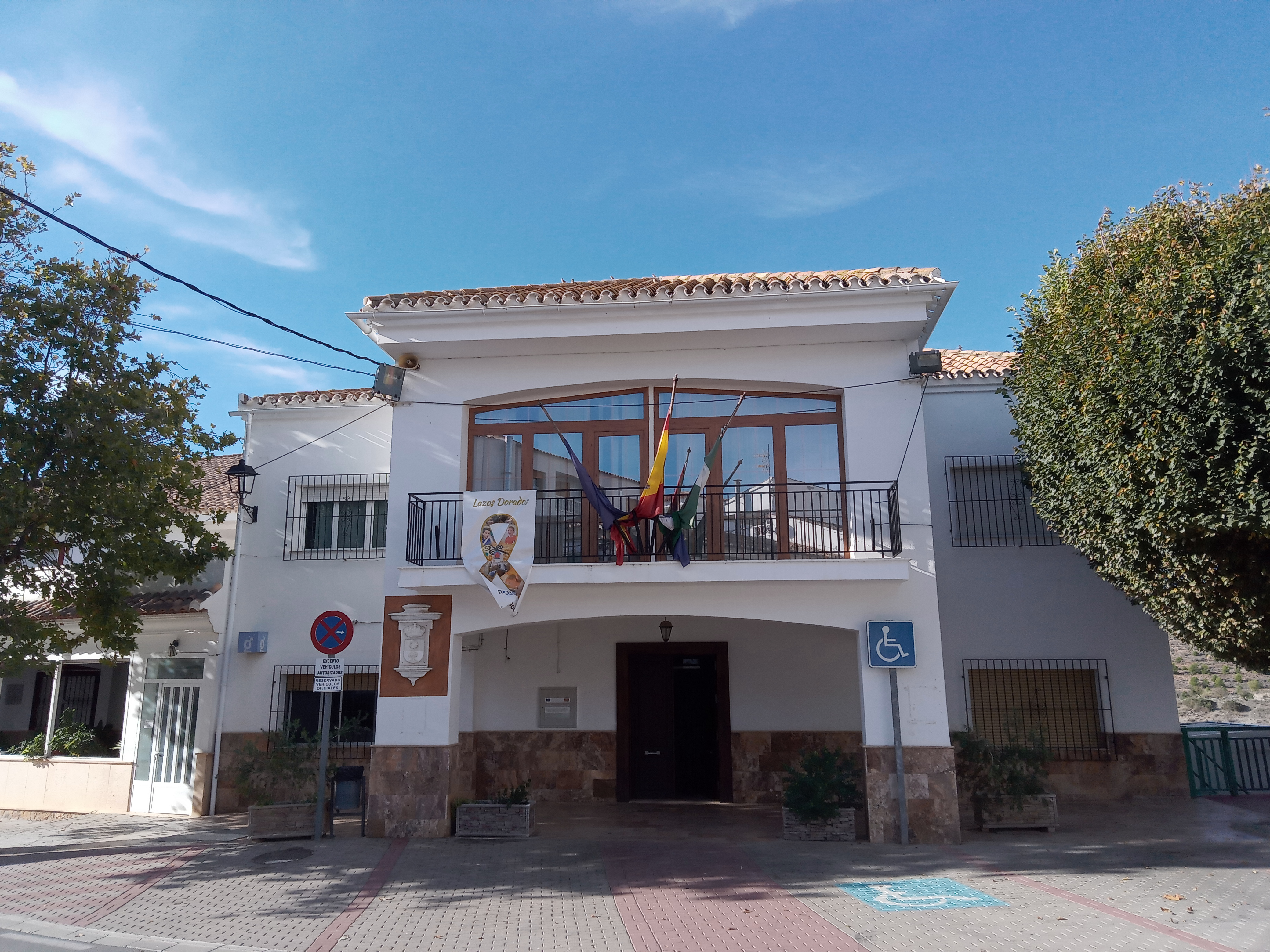
Casa consistorial

| Elecciones Municipales - Taberno (2019) | Elecciones Municipales - Taberno (2019)  | Elecciones Municipales - Taberno (2019) | Elecciones Municipales - Taberno (2019) | Elecciones Municipales - Taberno (2019) |
| Partido político                        | Partido político                         | Votos                                   | %Válidos                                | Concejales                              |
| --------------------------------------- | ---------------------------------------- | --------------------------------------- | --------------------------------------- | --------------------------------------- |
|                                         | Partido Popular (PP)                     | 301                                     | 49,83%                                  | 4                                       |
|                                         | Partido Socialista Obrero Español (PSOE) | 277                                     | 45,86%                                  | 3                                       |

### Gobierno municipal
Alcaldía
| Legislatura | Nombre                       | Partido Político                          |
| ----------- | ---------------------------- | ----------------------------------------- |
| 1979-1983   | Domingo Sánchez Guirao       | UCD                                       |
| 1983-1987   | Domingo Sánchez Guirao       | Partido Independiente de Almería          |
| 1987-1991   | Domingo Sánchez Guirao       | PSOE                                      |
| 1991-1995   | Domingo Sánchez Guirao       | PSOE                                      |
| 1995-1999   | Domingo Sánchez Guirao       | PSOE                                      |
| 1999-2003   | Domingo Sánchez Guirao       | Agrupación de Electores Taberno Siglo XXI |
| 2003-2007   | Domingo Sánchez Guirao       | Agrupación de Electores Taberno Siglo XXI |
| 2007-2011   | José Manuel Rodríguez Quiles | PSOE                                      |
| 2011-2015   | Antonio Martos Sánchez       | PP                                        |
| 2015-2019   | Antonio Martos Sánchez       | PP                                        |
| 2019-2023   | Antonio Martos Sánchez       | PP                                        |
| 2023-act.   | Antonio Martos Sánchez       | PP                                        |

## Servicios

### Educación
El único centro educativo que hay en el municipio es:
| Denominación genérica                    | Nombre del centro        | Naturaleza | Dirección        |
| ---------------------------------------- | ------------------------ | ---------- | ---------------- |
| Colegio de educación infantil y primaria | CEIP Antonia Santaolalla | Público    | Ctra. Albox, s/n |

### Sanidad
El municipio cuenta con un consultorio médico de atención primaria situado en la calle Amapola n.º 8, dependiente del Área de Gestión Sanitaria Norte de Almería. El servicio de urgencias está en el centro de salud de Huércal-Overa, y el área hospitalaria de referencia es el Hospital La Inmaculada.

## Cultura

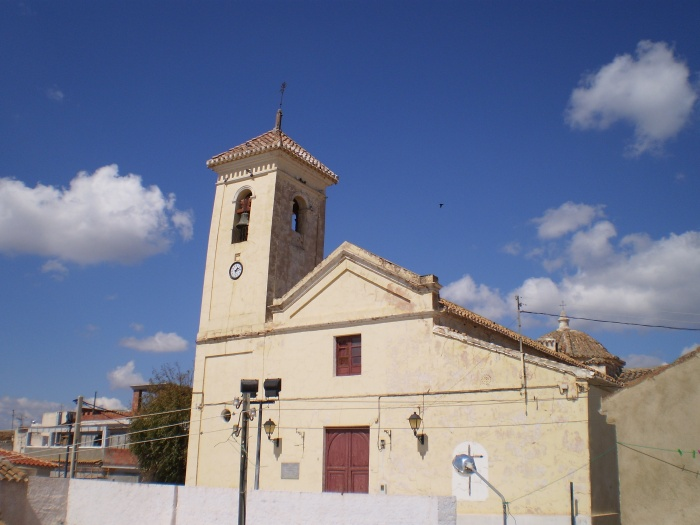
Iglesia de San José

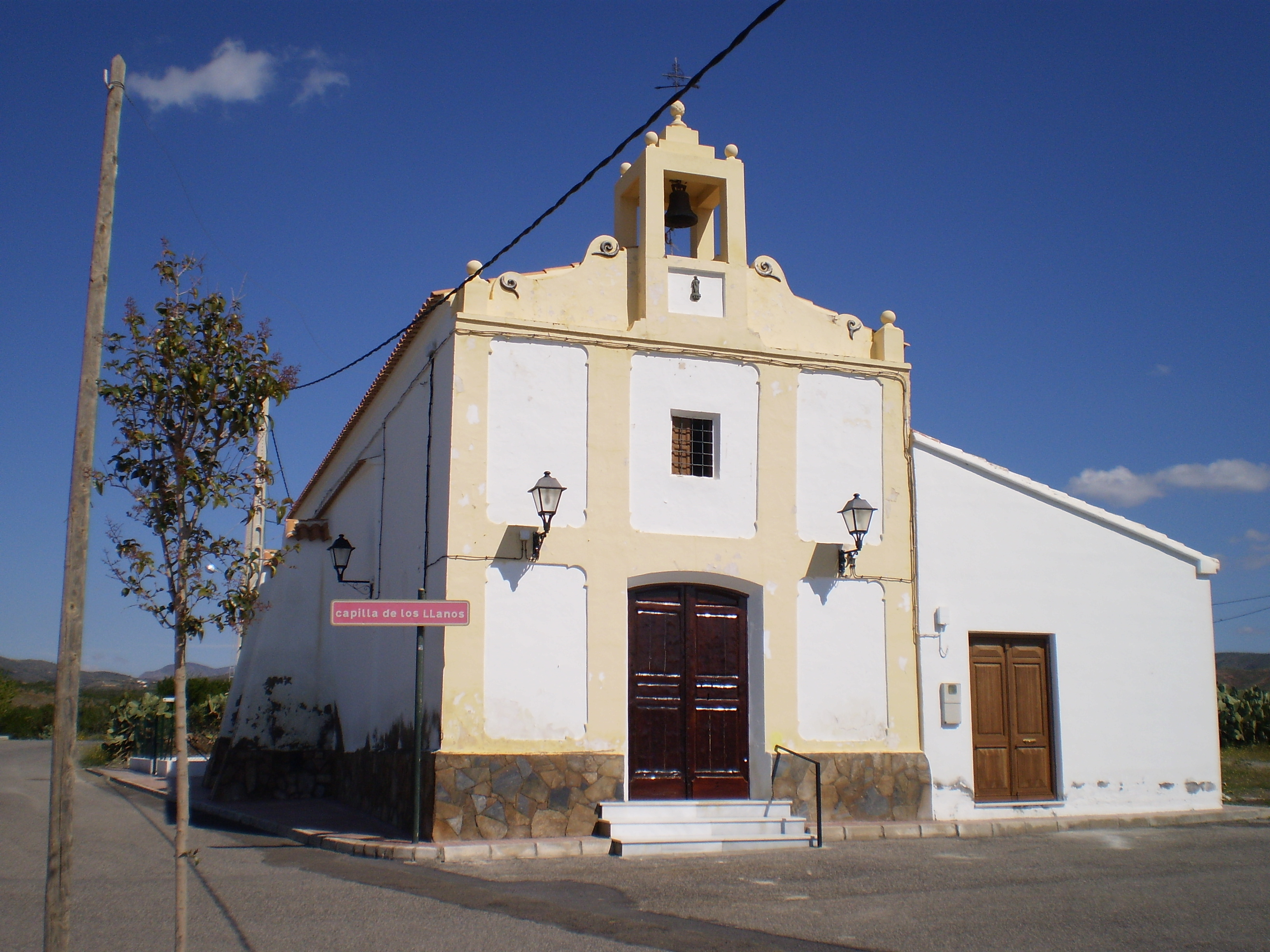
Iglesia de Los Llanos

### Patrimonio
Religioso.
- Iglesia de San José: Creada en el siglo XVIII fue construida por los vecinos en honor a San José. Se independiza de la iglesia de Vélez-Rubio en 1900 y se constituyó como una iglesia propia.[11]
- Ermita del Calvario: Construida entre 1846 y 1897, está situada en la parte más alta del pueblo. Es el lugar donde peregrina la procesión del Viernes Santo y donde se producen ofrendas en honor a San José.[11]
- Iglesia de Los Llanos: Construida en honor a la Virgen del Carmen destaca por su procesión a puja. Los mayordomos, que van cambiando cada año se encargan de dirigir la procesión, cuyos portadores, recorrido y duración va en función de pujas donde se va pagando para ello, como por ejemplo el recorrido que va tomando. El dinero recaudado se utiliza para reparaciones en la iglesia o en la imagen.[11]

Civil
- Fuente del Carmen[16]
- Fuente del Estrecho[17]
- Fuente de San Rafael[18]
- Fuente del Moral[19]
- Fuente del Común[20]

### Entidades culturales
Museos

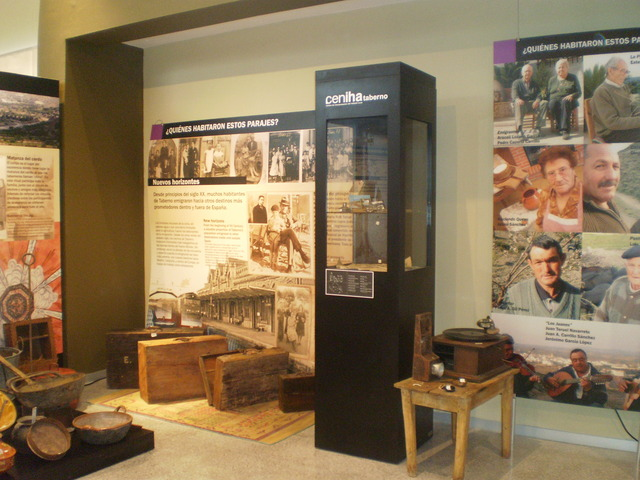
Interior del museo

Centro de interpretación del Hábitat Museo del Campo. Es un museo etnológico creado en 1998, que alberga más de 2000 piezas de herramientas, utensilios, maquinaria,etc. que se usaban antiguamente. Estos materiales han sido donados por los vecinos del pueblo.

### Patrimonio cultural inmaterial

#### Festividades
En Taberno se celebra una tradicional Semana Santa, con Las Meriendas en la Pascua de Resurrección. Aparte, entre el 5 y el 7 de agosto se celebra San José.

### Gastronomía

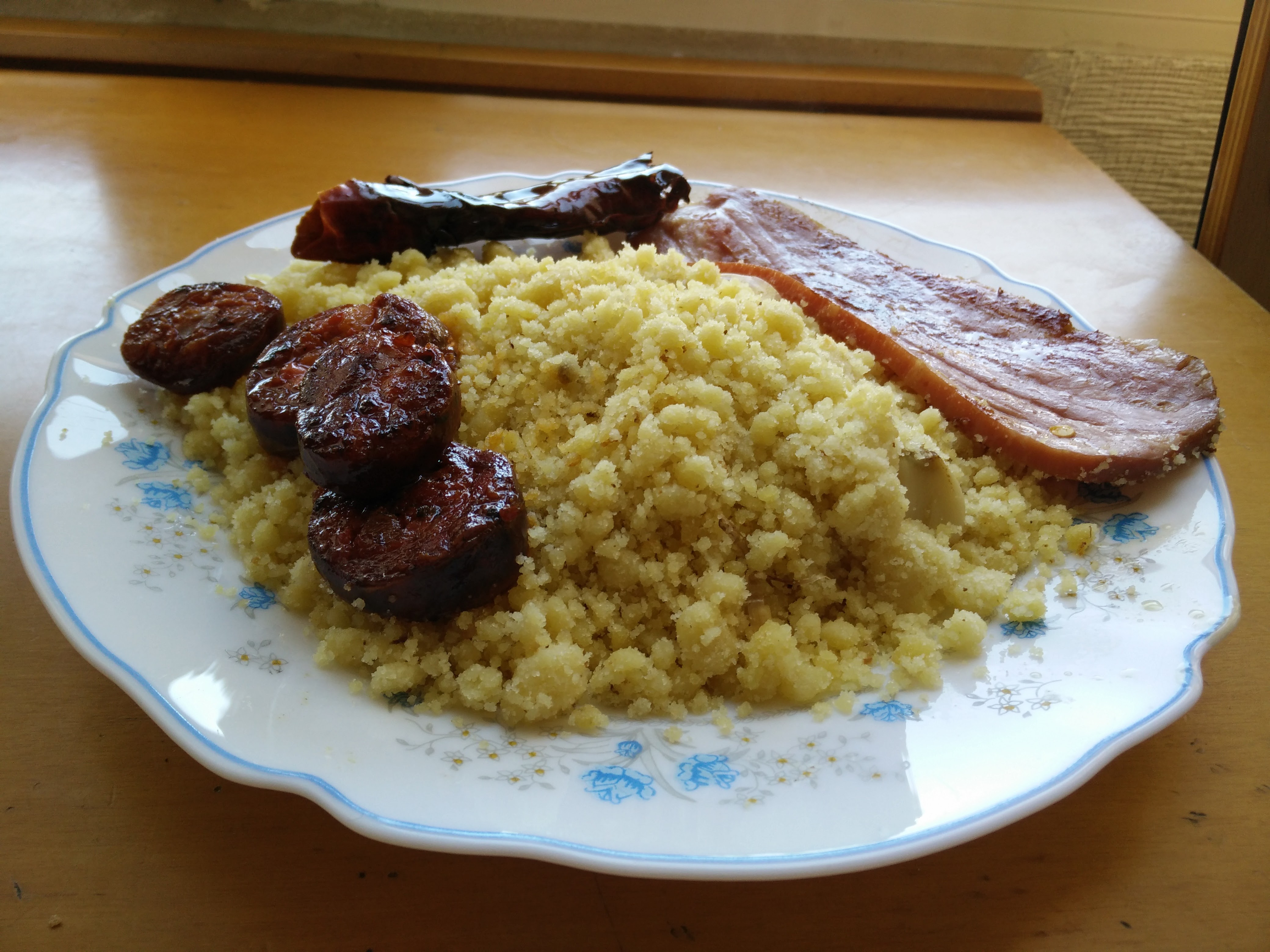
Migas

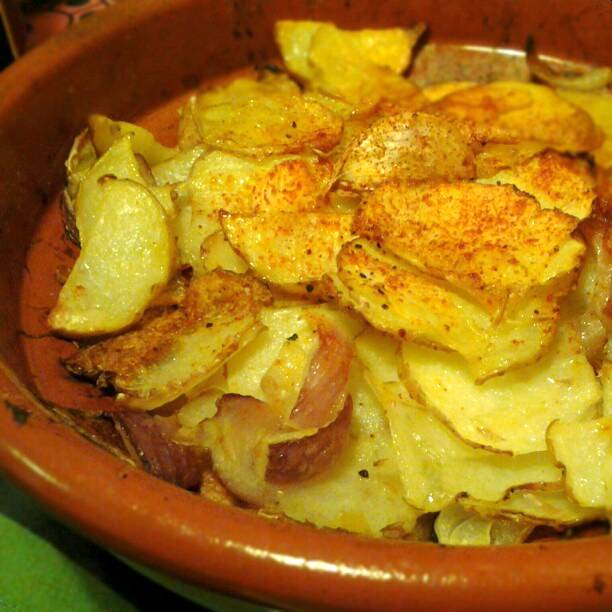
Patatas a lo pobre

Entre sus platos más tradicionales están las migas de harina de trigo o de maíz, has gachas de harina de trigo, las gachas tortas, los rogiaos, el ajo colorao, el remojón picante, la olla de pelotas, la olla puchera, la olla de trigo, la olla con nabos, los gurullos con liebre, las patatas a lo pobre, el potaje de trigo y el potaje de calabaza. La repostería está formada por los roscos de aguardiente, el alfajor, el pan de higo, la torta de chicharrones, la torta de Pascua, los mantecados y los roscos de naranja, que son acompañados por vinos y licores producidos artesanalmente en los cortijos, como el aguardiente de higos.
El municipio puede ubicarse en la comarca gastronómica del Valle del Almanzora, región conocida por sus fritadas y jamones curados y que tiene entre sus platos más conocidos la popular fritá de Suflí (fritada de pimientos y tomates). También son populares el asado del martes –a base de caballa–, la berza –popular guiso almeriense de col–, los buñuelos de calabaza, la ensalada de caldo, el gazpacho de ajo, el remojón de Nochebuena y los gañotes. Como plato representativo de Taberno, el crítico gastronómico Antonio Zapata cita el potaje de trigo, un guiso vegetal casi sin grasa a base de habichuelas blancas o garbanzo, hinojo, pimiento seco, tomate, patata y verduras variadas. No confundir con la olla de trigo, muy popular en la provincia, preparada con garbanzos, trigo, hinojo y cerdo fresco.

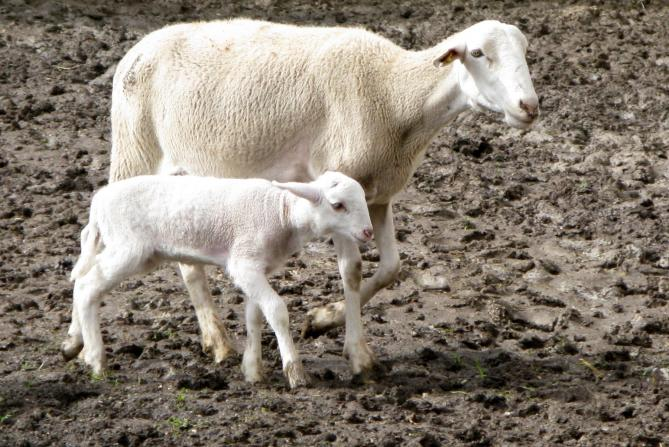
Oveja y cordero de la raza segureña.

Forma parte de los 144 que constituyen la Indicación Geográfica Protegida del 'Cordero de las Sierras de Segura y la Sagra', por su producción del cordero segureño, raza conocida por su carne de color rosáceo con un excelente nivel de engrasamiento y textura tierna y jugosa. Sus propiedades, provenientes de un animal adaptado a la vegetación intermitente de la zona, rica en hierbas aromáticas, la hace apta para su preparado al horno, en salsa o a la brasa.

También pertenece a la Indicación Geográfica Protegida vinícola de la ‘Sierras de las Estancias y los Filabres’. Este vino es elaborado con las variedades de uva macabeo, chardonnay, moscatel de grano menudo o morisco, airén, y sauvignon blanc, tempranillo, cabernet sauvignon, monastrell, merlot, syrah, garnacha tinta, pinot noir y petit verdot. Los blancos presentan aromas frutales y florales, buena diferenciación varietal y recuerdos de hierbas del monte. Los tintos poseen color cereza granate oscuro o picota, aroma a frutos negros, pasas, confituras, notas lácteas y florales y toques balsámicos.

## Deporte

### Instalaciones deportivas
En el municipio discurren dos senderos de Pequeño Recorrido:
- PR-A 117 "Sendero del Picachico": Es circular y con una longitud de 8,1 km.[31]
- PR-A 369 "Sendero del Cerro Alto": Es ciruclar y con una longitud de 13,8 kilómetros.[32]
- BTT TransAlmería

En el municipio hay unas pistas polideportivas para la práctica de fútbol sala, baloncesto y balonmano.

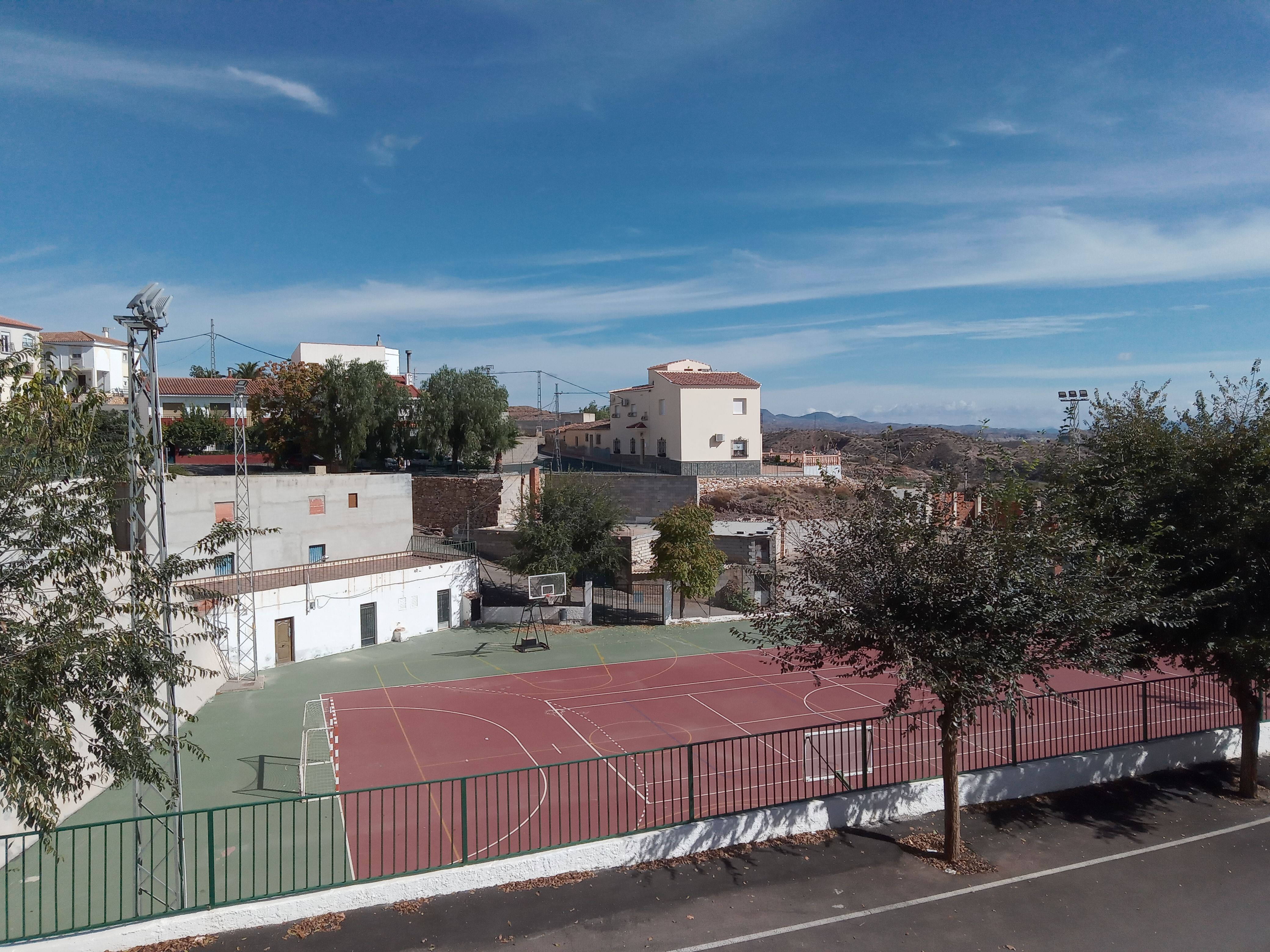
Pistas polideportivas

### Eventos deportivos
En Taberno se realizan diversas pruebas de Rally por las ramblas del municipio. Algunas de ellas, como Rallye de Taberno, es puntuable para el Campeonato de Andalucía. Otro evento de Rallye, el "Ramblas de Huércal-Overa" que recorre entre 30-40  kilómetros del municipio, es puntuable para el Campeonato de España y Andalucía.
Desde 2016, se celebra el evento "4x4 en Familia" donde se hace una ruta de dificultad baja recorriendo diversos parajes del municipio, acabando en el Área Recreativa "Las Morras" en un almuerzo y jornada de convivencia.

## Localidades hermanadas
- Pénestin (Francia)[38]